# 人民广场毛主席像
人民广场毛主席像位于山西省晋城市城区人民广场北部，建于1968年文化大革命期间。

## 保护
2013年1月，人民广场毛主席像公布为第三批晋城市文物保护单位，编号3-27。